# Sandsborg (Stockholms tunnelbana)
Sandsborg ist eine oberirdische Station der Stockholmer U-Bahn. Sie befindet sich im Stadtteil Gamla Enskede. Die Station wird von der Gröna linjen des Stockholmer U-Bahn-Systems bedient. Die Station gehört zu den eher mäßig frequentierten Stationen des U-Bahn-Netzes. An einem normalen Werktag steigen hier 3.700 Pendler zu.
Die Station wurde am 1. Oktober 1950 als 7. Station der Tunnelbana in Betrieb genommen, als der erste Abschnitt der Tunnelbana zwischen Slussen–Hökarängen eingeweiht wurde. Die Station liegt zwischen den Stationen Skogskyrkogården und Blåsut. Bis zum Stockholmer Hauptbahnhof sind es etwa 5,5 km.

## Reisezeit
| Linie | bis Station   | Reisezeit | bis Station                    | Reisezeit           |
| T18   | Alvik         | 28 min    | Gamla stan Slussen T-Centralen | 9 min 10 min 14 min |
| T18   | Farsta strand | 12 min    | Gamla stan Slussen T-Centralen | 9 min 10 min 14 min |